# كارين مو
كارين مو (بالصينية: 莫文蔚) (و. 1970 – م) هي ممثلة، ومغنية، وكاتبة غنائية، وعارضة، من جمهورية الصين الشعبية، ولدت في هونغ كونغ.

## التعليم
تعلمت في كلية لندن الجامعية.

## وصلات خارجية
- كارين مو على موقع IMDb (الإنجليزية)
- كارين مو على موقع ميتاكريتيك (الإنجليزية)
- كارين مو على موقع روتن توميتوز (الإنجليزية)
- كارين مو على موقع قاعدة بيانات الأفلام العربية
- كارين مو على موقع ألو سيني (الفرنسية)
- كارين مو على موقع ميوزك برينز (الإنجليزية)
- كارين مو على موقع أول موفي (الإنجليزية)
- كارين مو على موقع قاعدة بيانات الأفلام السويدية (السويدية)
- كارين مو على موقع أول ميوزيك (الإنجليزية)
- كارين مو على موقع ديسكوغز (الإنجليزية)